# Katrinedal, Åbo
Katrinedal eller Katarina (finska: Katariina) är en stadsdel i storområdet Skansen-Uittamo i Åbo. Stadsdelen är belägen söder om Åbo centrum. Ett naturskyddsområde är beläget i Katrinedal. År 2016 var stadsdelens folkmängd 1 207, varav 1 019 var finskspråkiga, 68 svenskspråkiga och 120 övriga.

## Bildgalleri

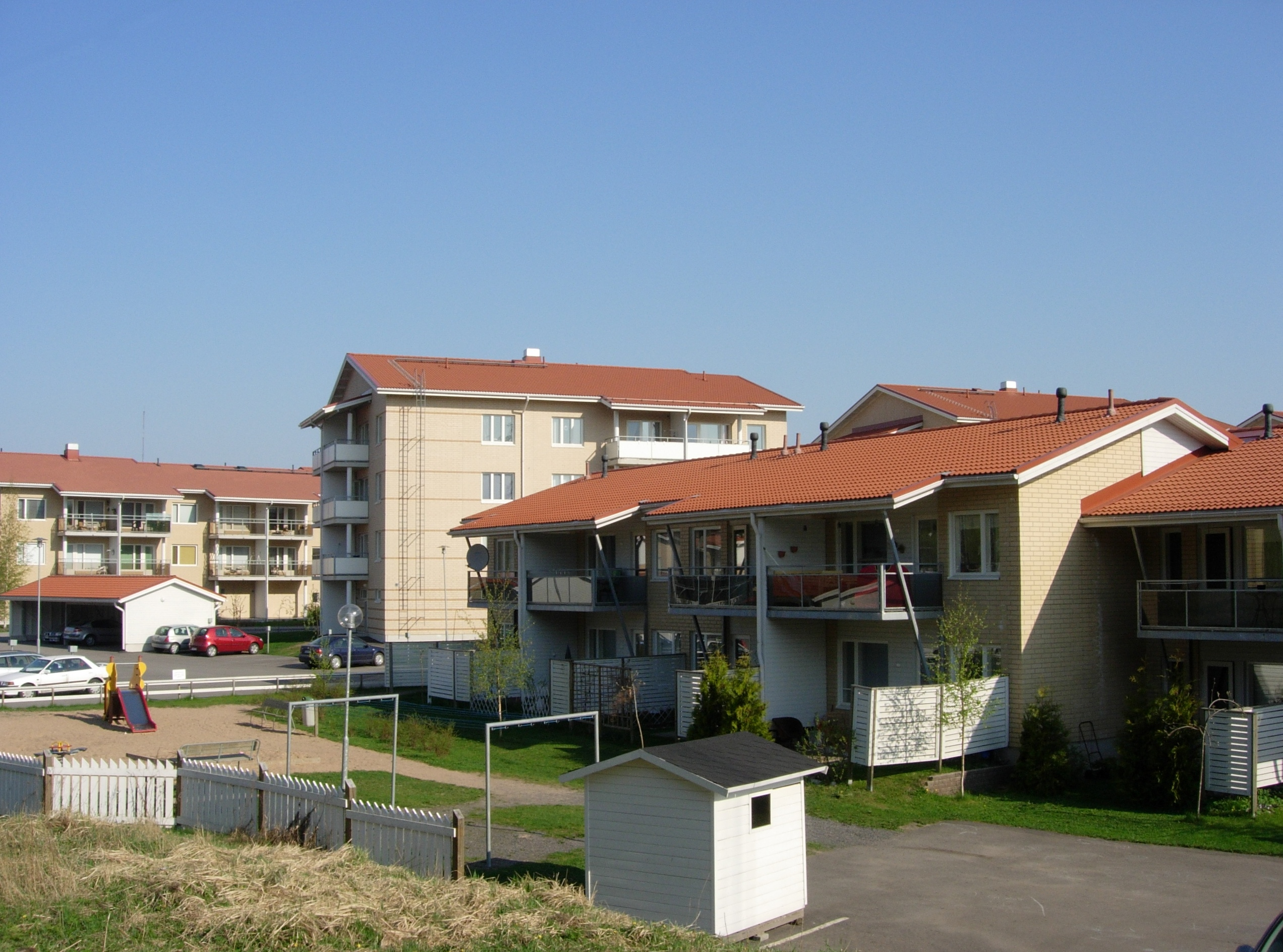
Rad- och höghus vid Orangerigatan.
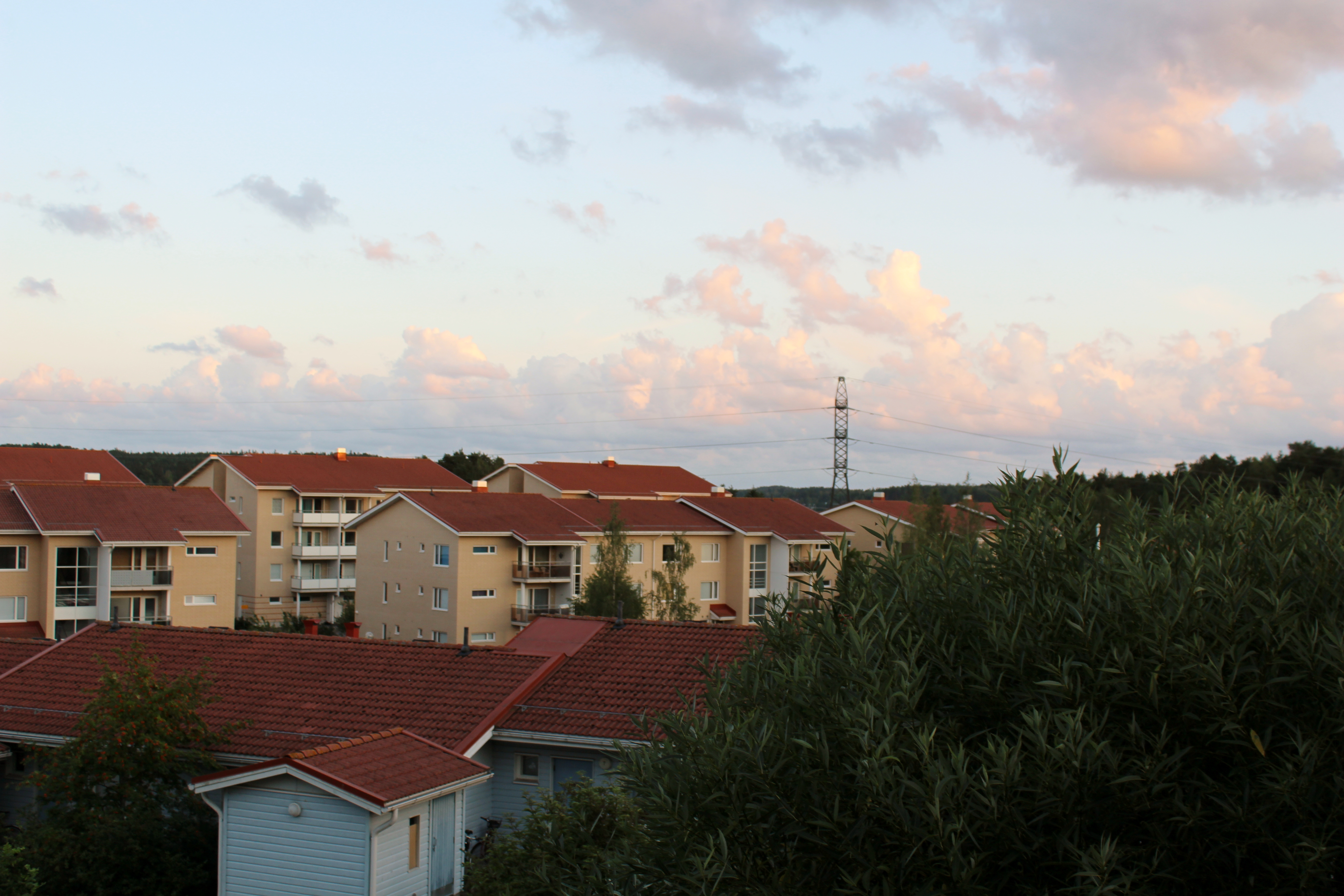
Utsikt till dalen.
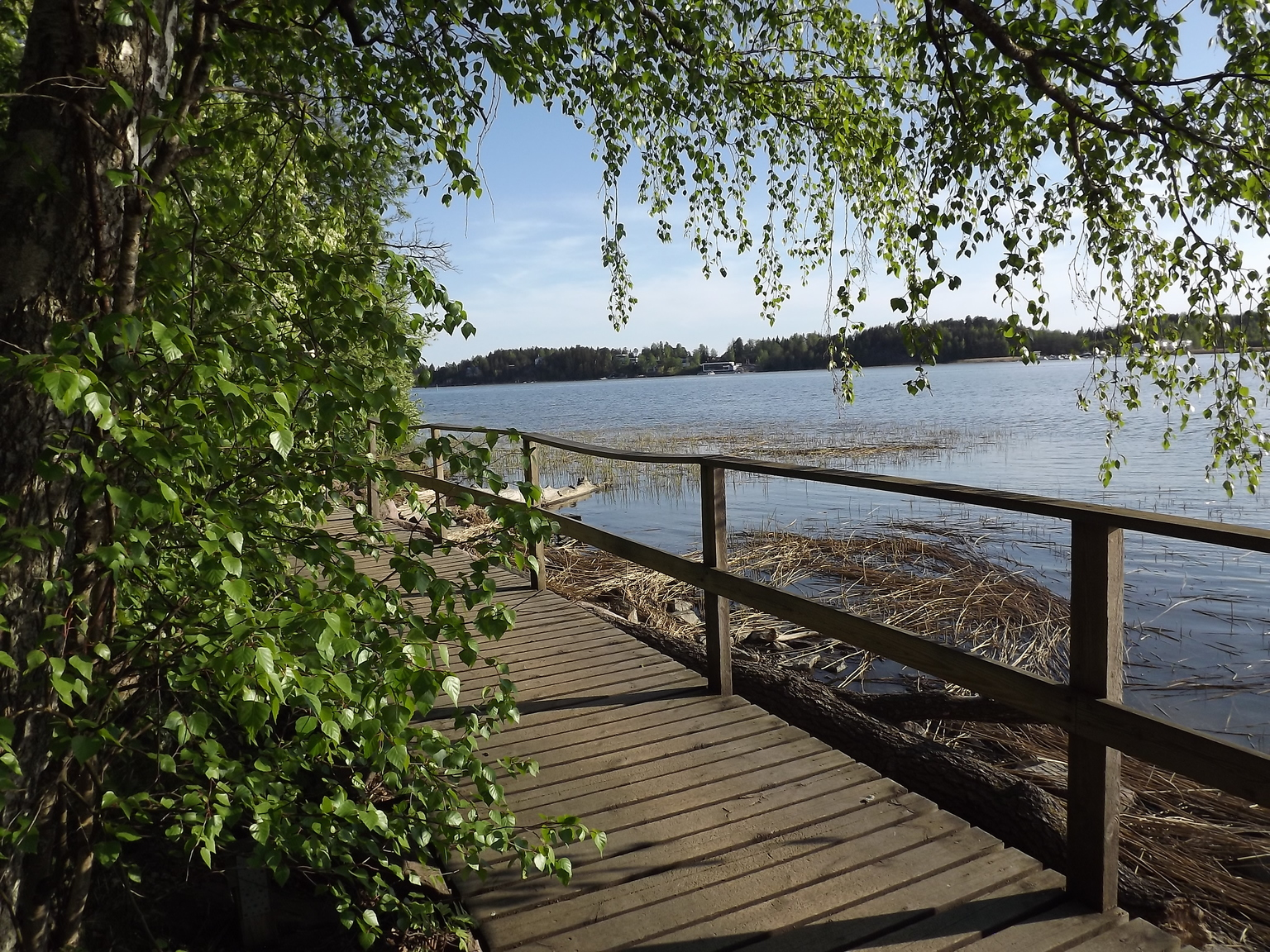
Katrinedals naturskyddsområde.